# 斯佩耳刻俄斯河
斯佩耳刻俄斯河（希臘語：Σπερχειός, Sperkheiós；Spercheus），是弗西奧蒂斯州的一条河流。在古希臘宗教中被当做一名神祇来崇拜，并出现在一些希腊神话中。在古典时代，它的上游地区被称作 Ainis。在997年，这里打响斯佩耳刻俄斯河战役，结束了保加利亚人对东罗马帝国的入侵。